# Pavlovské vrchy
Pavlovské vrchy (tyska: Pollauer Berge) är en bergskedja i Tjeckien. Den ligger i den sydöstra delen av landet. Pavlovské vrchy ligger vid sjön Vodní Nádrž Nové Mlýny.
Pavlovské vrchy sträcker sig 12,2 km i sydostlig-nordvästlig riktning. Den högsta toppen är Děvín, 549 meter över havet. Bergstrakten består till stora delar av kalksten som bildades under jura. Vid södra sluttningar förekommer vinodling.